# Argentinien-Fettschwanzbeutelratte
Die Argentinien-Fettschwanzbeutelratte (Thylamys sponsorius) kommt im Norden von Argentinien in den Provinzen Catamarca, Jujuy und Tucumán, sowie im Süden von Bolivien im Departamento Tarija vor.

## Beschreibung

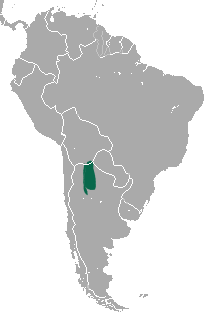
Das Verbreitungsgebiet der Argentinien-Fettschwanzbeutelratte

Die Tiere erreichen eine Kopfrumpflänge von 8,6 bis 11,9 cm, haben einen 12,5 bis 15,4 cm langen Schwanz und erreichen ein Gewicht von 15,5 bis 62 g. Der der Fettspeicherung dienende Schwanz hat in der Regel eine Länge von 135 % der Kopfrumpflänge. Wie bei Fettschwanzbeutelratten üblich sind die Haare gebändert mit drei unterschiedlichen Farbzonen. Auf dem Rücken und der Kopfoberseite sind die Tiere braungrau gefärbt, im Gesicht und an den Körperseiten heller. Auf der Kopfmitte befindet sich ein dunkler Streifen. Das Bauchfell ist gelblich oder weiß. Die Augen sind von schmalen dunklen Ringen umgeben. Die Ohren sind rötlich gefärbt. Vorder- und Hinterpfoten sind hellgrau bis weißlich. Die Weibchen haben keinen Beutel. Die Anzahl der Zitzen ist unbekannt. Der Karyotyp der Argentinien-Fettschwanzbeutelratte besteht aus einem Chromosomensatz von 2n=14 Chromosomen (FN=20).

## Lebensraum und Lebensweise
Die Argentinien-Fettschwanzbeutelratte lebt in trockenen Dornwäldern und Buschwäldern in Höhen von 515 bis 3750 Metern. Über ihre Ernährung, ihre Aktivitätsmuster und ihre Fortpflanzungsbiologie ist kaum etwas bekannt. Exemplare mit dicken Schwänzen, in denen Fett gespeichert wurde, wurden von Mai bis Juli beobachtet. Ein Weibchen mit Jungtieren an den Zitzen wurde im Dezember gefangen.

## Systematik
Die Argentinien-Fettschwanzbeutelratte wurde erstmals im Jahr 1921 durch den britischen Zoologen Oldfield Thomas beschrieben und der Eleganten Fettschwanzbeutelratte (damals Marmosa elegans) als Unterart zugeordnet. Heute gilt sie als eigenständige Art und wird in die Gattung der Fettschwanzbeutelratten (Thylamys) gestellt.

## Status
Die IUCN führt die Argentinien-Fettschwanzbeutelratte nicht als eigenständige Art. Da ihre Population als relativ groß eingeschätzt wird, sie ein großes Verbreitungsgebiet hat und in einigen Schutzgebieten vorkommt, gilt sie als ungefährdet.

## Belege
1. 1 2 3 4 5  Diego Astúa: Family Didelphidae (Opossums). in Don E. Wilson, Russell A. Mittermeier: Handbook of the Mammals of the World – Volume 5. Monotremes and Marsupials. Lynx Editions, 2015, ISBN 978-84-96553-99-6. Seite 179.